# 藍月

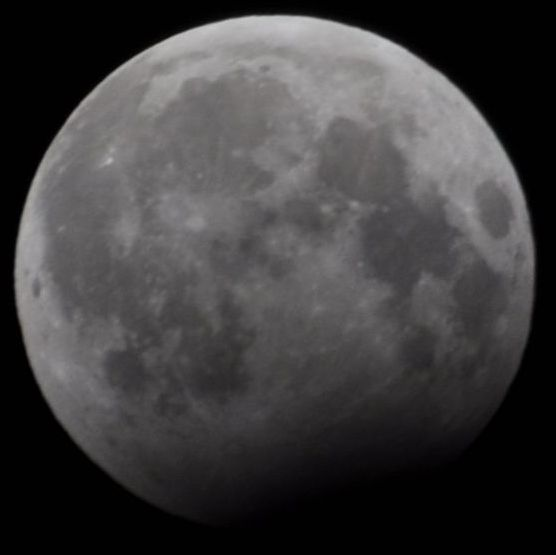
2009年12月31日月食

藍月（英語：Blue moon）原為西方概念，是不依照規則在日曆中出現的滿月，相對於陰曆的置閏。大部分的西曆年中只有12個滿月，大約是每月有一次滿月。但每隔2或3年就會有一次額外的滿月，這個額外的滿月就稱為藍月，但不同的定義會使這個額外的滿月出現在不同的時刻。
目前最通俗的定義是出現在一個月中的第二個滿月。
藍月這個名詞在西方最常用的意義是隱喻不常發生的事件，例如：「當藍月再出現。」 （英語：Once in a blue moon）

## 華夏曆法
每一個西曆年除了包含12個陰曆月之外，還多出了大約11日。此多出來的日數累積，使得每隔2到3年就會有一次額外的滿月（平均是2.718284年發生一次）。此出現藍月之頻率，在Google搜索“once in a blue moon （页面存档备份，存于）”，會得到計算結果為1.16699016×10−8赫茲。而在農曆，每隔2到3年就會以插入一次閏月。當兩個農曆十五（滿月）在西曆同一個月份中出現，該月第二個滿月在西方稱為藍月。因此無論是西曆或農曆，每2到3年都會有13個滿月的年份
。

## 早期在英國和基督徒的用法
藍月這個名詞最早是在1528年出現於一位對英國猛烈抨擊的英國僧侶的小冊子中，題為「讀我和不要生氣，如果他们說月亮是藍色的，我們必須相信它是真實的。」
有些解釋則認為是長久和荒誕不可能實現的事
，並且有一句與月球相關的格言在隔年就首度被紀錄下來：「他們將使人相信......月亮是由綠色的乳酪製成的。」
另一個可供選擇的意義是在古老英文中的「belewe」，其意義為「藍色」或是「賣國賊」。教會有責任經由複雜的計算確定復活節的滿月，以便四旬齋能在復活節之前的齋戒月周期開始（在冬月之後），接續的月是復活蛋月（在春月之前），而復活節通常落在復活蛋月滿月之後的第一個星期六。每一到三年齋戒月和復活蛋月就會提早來臨，因此僧侶們必須分辨是否是齋戒月，還是一個錯誤的被稱為「背叛月」的月份。

## 罕見的藍月
就字面的意義解釋，藍月是藍色的月亮。在賞月時看見月亮呈現不常見到的藍色（不一定是滿月），這是一種罕見的現象。這種現象是在大氣層中的塵埃粒子或煙霧造成的，在1950年和1951年瑞典和加拿大的森林大火之後，都曾出現過。在1883年，印尼的喀拉喀托火山爆發之後，有將近兩年的時間，月球都呈現藍色。其他不太劇烈的火山爆炸之後，也曾出現藍色的月球。在1983年，墨西哥的埃尔奇琼火山、1980年的聖海倫火山和1991年皮納圖博火山爆發之後，人們也都看見藍色的月球。
在1950年9月23日，幾個已經悶燒了幾年的厚苔沼，突然為加拿大的阿爾比省帶來了火災，其煙塵非常黑。風以不尋常的速度將煙塵吹向東方與南方，並且火災產生了大量的油滴，它們的大小（直徑大約都在１微米），正好形成將紅光和黃光散射的條件。無論在何處，這些煙霧都是清澈透明的，因此仍然可以看見太陽，但是所有的景物都是藍色或是紫色的。隨後的一天，加拿大的安大略和美國東岸的大部分城市都受到影響；兩天之後，英國的觀測者在煙霧中的太陽呈現靛藍的顏色，當天晚上的月球也是一樣的藍色。
藍月的關鍵是大量的紅光（波長約為0.7微米）被比波長略寬的顆粒散射 －並且沒有其他大小的顆粒。這是很罕見的，但火山有時會產生這樣的雲，森林大火也會。隨著大火和風暴進入大氣層的灰塵和塵埃雲，通常包含範圍相當廣泛，有各種不同大小的顆粒混合著，其中有許多小於1微米，而通常它們會將藍光散射。這樣的雲會讓月球變成紅色，因此紅色的月球比藍色的更為常見。
超級藍月
指的是超級月亮和藍月同時發生，天文科學上又稱為「近地滿月」，從1951至2050年百年間的紀錄，僅出現4次，分別為分別在1996、2010、2023年，下一次為2029年。
超級藍血月
藍月、超級月亮和月食同時出現的天文現象，月食發生的時候，月亮看起來會變為橘紅色的，通稱為血月，2018年的1月31日曾經發生過，上一次出現在1866年，下次出現為2028年。

## 西方民間傳說
在民間傳說，一年十二個月的每個滿月都有一個名字，對應於每年的時令和莊稼的需要，例如秋分前後的滿月是收穫月，還有生長月和雪月等等（會因為地區和文化而有所不同）。但每年會有十二或十三個滿月，藍月則是無法與季節相對應的滿月名稱，也就是十二個滿月之外多出來的那個滿月。
藍月這個名詞長久以來就存在於民間傳說，並且它的意義會隨著時間而有微小的改變或是新的意義。有些民間故事認為，當藍月出現時，月亮有著一張在光線下談話的面孔。

## 美國老農夫年曆的藍月
在19世紀的20年代，緬因州的老農夫年曆為農民們列出了藍月的日期，當一季中有四個滿月時，當季的第三個滿月便是藍月（通常每季只會有三個滿月）。在每個季節中的每個滿月都有名稱：例如，夏季的第一個滿月稱為早夏月，第二個滿月稱為仲夏月，最後一個稱為晚夏月。當一個季節中有四個滿月時，將第三個滿月稱為藍月，就能讓最後一個月仍被稱為晚月。
季節的劃分通常都是以平均春分點或是3月21日做為起點，這與天文學的季節非常接近，但是教會卻是以演算所得的復活節為依據，雖然仍是介於夏至與冬至之間鄰近春分的日期，但並不是確實的晝夜平分點。
有些命名的慣例在它整個的週期中保留了月球季節性的名稱，從它開始出現的新月經過滿月到下一個新月。在這個場合下，藍月從一個新月開始直到至下一個新月，也就是當季最後一個新月的開始。
在季節中使用新月被看見的時刻來計算月名：
1. 找出最接近至點和分點的新月，它們是每個季節中最早的一個月。它們的標示如下：最接近12月21日的是早冬月；最接近3月20日的是早春月；最接近6月20日的是早夏月；最接近9月20日的是早秋月。註：這使得當季的滿月約在二週後才會發生，永遠會在前述月份的20日或21日之後。
2. 接續第一個新月之後再標示每季的第二個新月，將它們標示為仲月（第二個月）。例如，在早冬月之後的月份是仲冬月。
3. 找出在步驟1中標示的每季的早月之前的新月，標示為上一季的晚月。例如，在早冬月之前的新月標示為晚秋月。
4. 找出在前述各步驟中未被標示為早月、仲月或晚月的新月，那個月就是藍月。

在南半球的季節是相反的，所以要依據你所在的地區調整上述的標示。

### 在曆法上的誤解
1946年3月，《天空和望遠鏡》（Sky and Telescope）上一篇由詹姆斯休Pruett撰寫名為「Once in a Blue Moon」的文章誤解了1937年緬因州的老農夫年曆。「在19年中有7年在一年當中會有13個滿月，這使得11個月都只有1次滿月，但有1個月會有兩次滿月。在一個月中的第二個滿月，根據我的理解，被稱為藍月。」在1980年1月31日在麥當勞天文台科普廣播節目《星際約會》StarDate 中引用藍月是一個月中的第二個滿月的說法之後，這樣的定義更被廣泛的使用。

## 2009年至2023年間的藍月
下面列出在2009年至2023年會出現的藍月，日期都是世界時，而因為時區的劃分，出現的日期或月份會因為時區不同而有所不同。

### 日曆

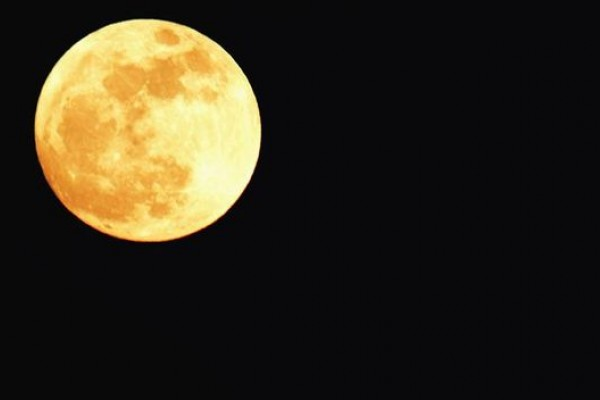
2012年8月31日在厄瓜多爾的瓜亞基爾看見的藍月。

不同於天文季節的藍月定義，在格曆上藍月的日期與時區有關聯性。
在格曆中一個月中二個滿月的日期（第二個滿月稱為藍月）：

- 2009年：12月31日（有些地區能看見月偏食），發生在UTC+5以西的時區。
- 2010年：1月30日，發生在UTC+04:30以東的時區。
- 2010年：3月30日，發生在UTC+7以東的時區。
- 2012年：8月31日，發生在UTC+10以西的時區。
- 2012年：9月30日，發生在UTC+10:30以東的時區。
- 2015年：7月31日[14]
- 2018年：1月31日（超級藍血月亮，歐洲東部、非洲東部、亞洲、澳洲及北美洲為月全食）[15]
- 2018年：3月31日[16]
- 2020年：10月31日[17]
- 2023年：8月31日[18]

### 引用
1. 1 2  Sinnott, Roger W., Donald W. Olson, and Richard Tresch Fienberg. . Sky & Telescope. May 1999  [2008-02-09]. （原始内容存档于2008-09-05）. The trendy definition of "blue Moon" as the second full Moon in a month is a mistake.
2. ↑  .   [2018-01-31]. （原始内容存档于2018-01-31）.
3. ↑  Koelbing, Arthur, Ph.D. . The Cambridge History of English and American Literature, Volume III. Bartleby.com. 1907–21  [2009-03-25]. （原始内容存档于2021-04-16）.
4. ↑  Hiscock, Philip. . International Planetarium Society. 2006-06-19  [2009-03-25]. （原始内容存档于2009-05-01）.
5. ↑  . Farmers' Almanac.   [2009-03-25]. （原始内容存档于2009-04-24）.
6. ↑  Minnaert, M: "De natuurkunde van 't vrije veld" 5th edition Thieme 1974, part I "Licht en kleur in het landschap" par.187 ; ISBN 90-03-90844-3 (out of print); also see ISBN 0-387-97935-2
7. 1 2  Blue Moon （页面存档备份，存于）. science.nasa.gov (July 7, 2004).
8. ↑  Bowling, S. A. (1988-02-22). Blue moons and lavender suns （页面存档备份，存于）. Alaska Science Forum, Article #861
9. ↑  楊心慧. . 中時新聞網. 2023-08-25  [2023-09-18]. （原始内容存档于2023-08-29）.
10. ↑  周彥妤. . 聯合新聞網. 2023-08-31  [2023-09-18]. （原始内容存档于2023-09-20）.
11. ↑  陳秋玫. . 公視新聞網. 2018-01-29  [2023-09-18]. （原始内容存档于2023-08-29）.
12. ↑  Clarke, Kevin. . InconstantMoon.com. 1999  [2009-03-25]. （原始内容存档于2021-01-26）.
13. ↑  Giesen, Jurgen. . Physik und Astromonie.   [2009-01-17]. （原始内容存档于2012-04-09）.
14. ↑  . BBC NEWS中文. 2015-07-31  [2023-08-29]. （原始内容存档于2023-08-29）.
15. ↑  . ETtoday新聞雲. 2018-01-01  [2023-08-29]. （原始内容存档于2023-08-29）.
16. ↑  . 臺南市南瀛天文館. 臺南市教育局.   [2023-08-29]. （原始内容存档于2023-08-29）.
17. ↑  陳怡璇. . 中央社. 2020-10-31  [2023-08-29]. （原始内容存档于2023-08-29）.
18. ↑  劉婉君. . 自由時報. 2023-08-25  [2023-08-29]. （原始内容存档于2023-08-29）.

## 外部連結
- What is a Blue Moon? by Michael Myers
- Folklore of the Blue Moon by Philip Hiscock
- What's a Blue Moon? by Donald W. Olson, Richard T. Fienberg, and Roger W. Sinnott - Sky & Telescope
- Once in a Blue Moon - What is a blue moon? by Ann-Marie Imbornoni （页面存档备份，存于）
- Topical Words - Blue Moon （页面存档备份，存于）
- Blue Moon: Folklore or fakelore? by Pip Wilson
- A Blue Moon Calculator by David Harper （页面存档备份，存于）
- On Blue Moons by Kevin Clarke （页面存档备份，存于）
- Article arguing that a blue moon is the 3rd full moon in a season of 4 blue moons, not the 2nd in a month （页面存档备份，存于）
- Blue Moon by Irineu Gomes Varella (Portuguese) （页面存档备份，存于）
- What is a Blue Moon?
- 'Blue moon' coming to our skies soon （页面存档备份，存于）
- Blue Moon - what's the real definition? by David Harper and Lynne Marie Stockman （页面存档备份，存于）